# Skärets naturreservat, Höganäs kommun
Skärets naturreservat är ett naturreservat i Höganäs kommun i Skåne län.
Området är naturskyddat sedan 2009 och är 23 hektar stort. Det består av ett gammalt kulturlandskap som varit en del av  Kulla fälad.
De flesta stigarna är rester av gamla gångstigar och odlingsrösena visar att marken har brukats under lång tid. Åkermarken i reservatet används som slåttermark och hagarna betas av får så att främst ekarna kan växa till sig.

## Bilder

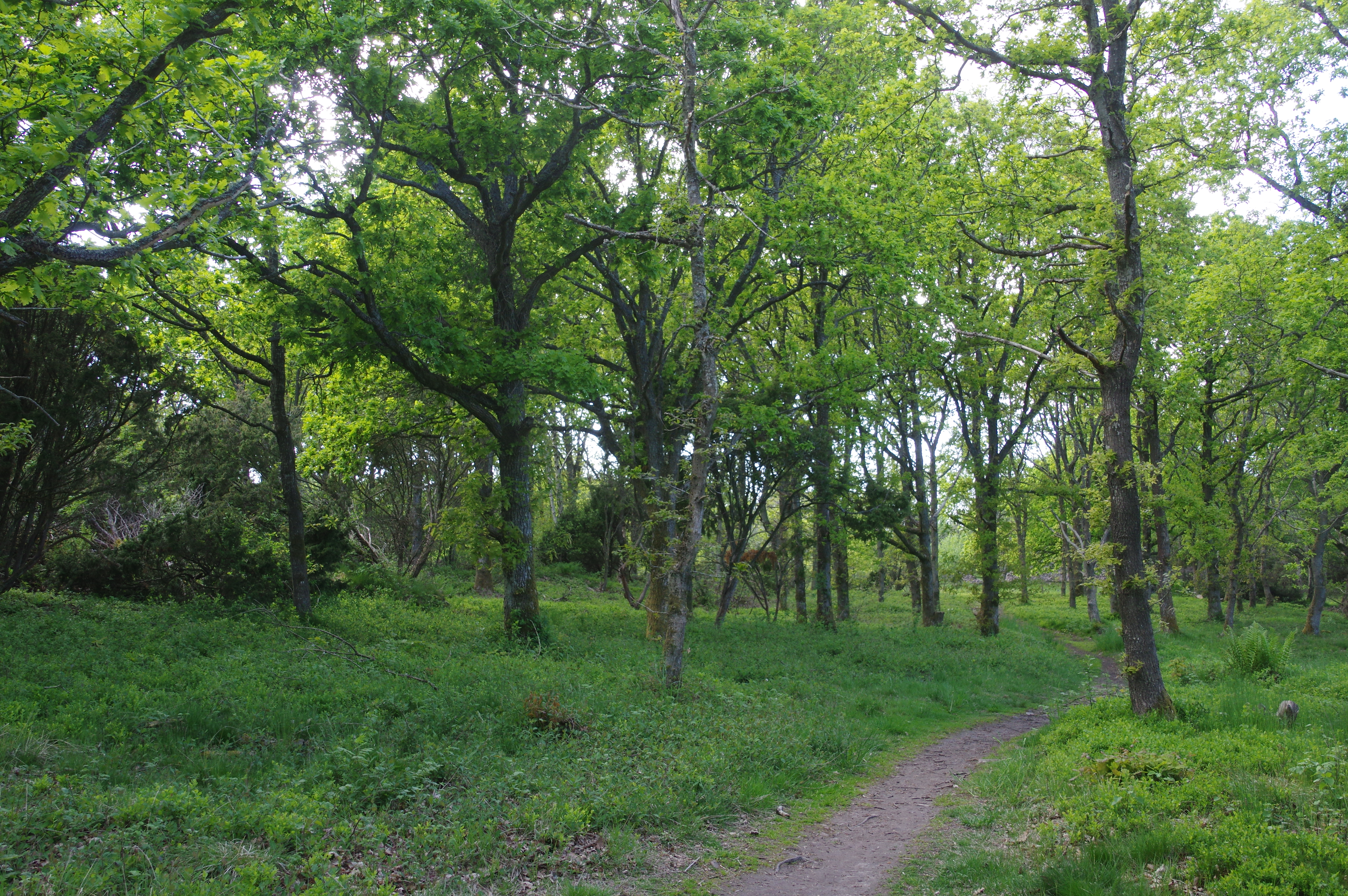
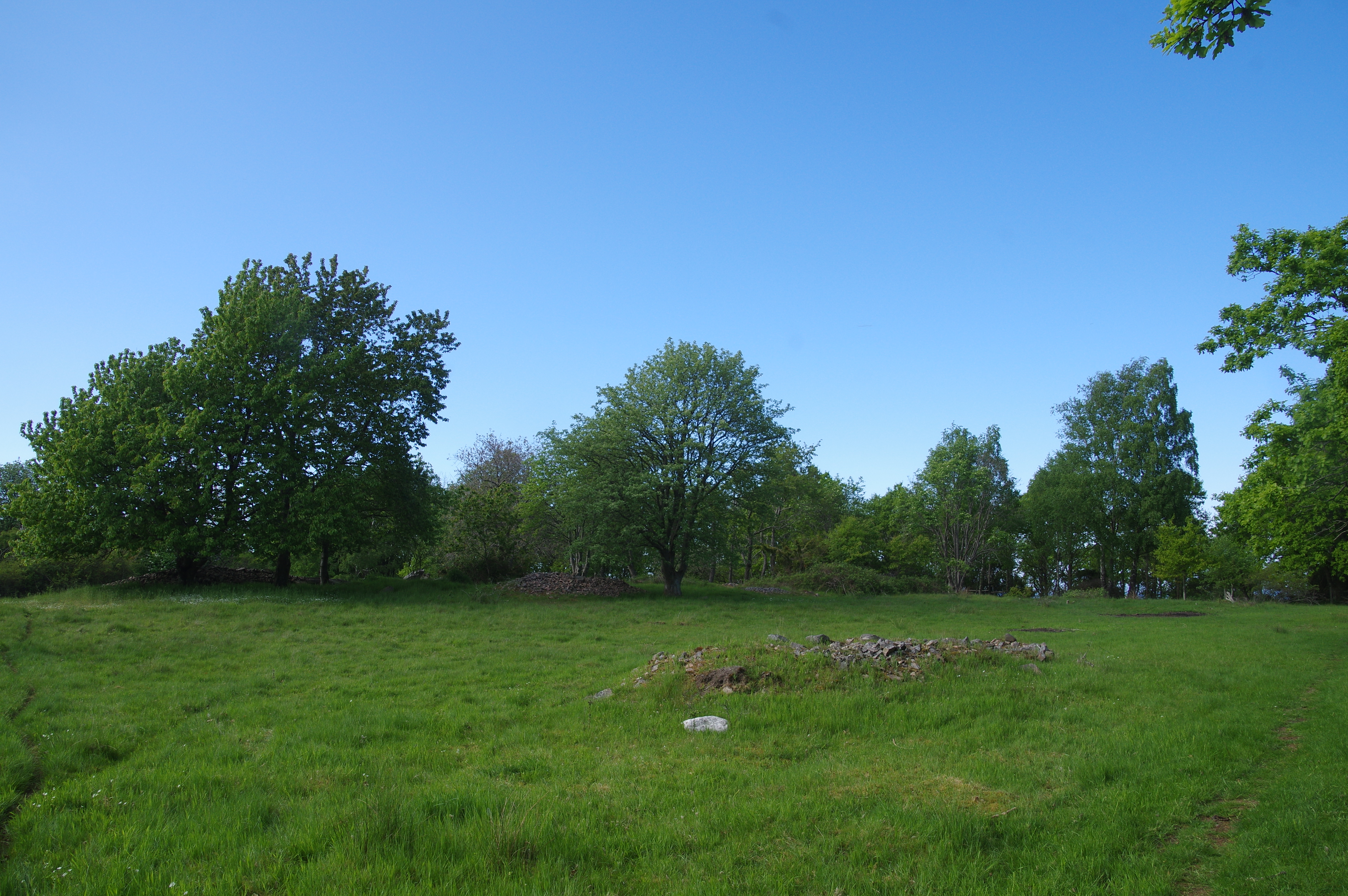